# Приокский (Рязанская область)
Прио́кский — упразднённый рабочий посёлок в Рязанском районе Рязанской области. В 1958 году включён в состав Железнодорожного района города Рязани и исключен из учётных данных. В 1971 году был передан в состав образованного Московского района города.

## История
По воспоминаниям жителей поселка Приокский, в годы Великой Отечественной войны в местности современного микрорайона Приокский располагался лагерь военнопленных. В 1946 году у станции Дягилево началось строительство расточных станков (Рязанский станкостроительный завод).
В газете Сталинское знамя, 8 января 1947 г. публиковалась информация о строительстве поселка для рабочих завода расточных станков.
В районе станции Дягилево строится новый посёлок для рабочих завода расточных станков.
Это будет крупный благоустроенный посёлок в Рязанской области, построенный по последнему слову техники. Планом предусмотрено в ближайшие два года сдать в эксплуатацию здесь 35 тысяч квадратных метров жилой площади, построить две средние школы, амбулаторию, три детских сада, два универмага, баню, дом культуры, хлебопекарню и ряд других общественных зданий.
Большие средства выделяются на устройство канализации и теплофикации сети поселка. На площади 12, 5 гектара будут посажены декоративные деревья. Кроме озеленения улиц намечено открыть стадион, парк, разбить скверы. Будет заложен плодовый сад на площади 3 гектара.
Здесь уже построены и заселены 9 кирпичных многоквартирных домов, замощены улицы на всей территории поселка, проложен водопровод, возведены стены Дома культуры на 450 мест.
В середине 1947 г. будут сданы в эксплуатацию ещё несколько многоквартирных домов со всеми удобствами, а также средняя школа, детский сад, баня, столовая и овощехранилище.
На строительство жилых домов и культурно-бытовых учреждений поселка в этом году предполагается израсходовать четыре с половиной миллиона рублей.
В поселке Приокский жильё строилось в основном для рабочих новых заводов и предприятий, таких как Рязанский станкостроительный завод (1949 год), завод тяжёлого кузнечно-прессового оборудования (1955 год), Дягилевская ТЭЦ (1958 год), Рязанский комбайновый завод, завод «Красное Знамя».
В 1958 году посёлок был включён в черту города Рязани. В 1972 году в городе образовался Московский район, к которому присоединили территорию посёлка, принадлежавшую до того Железнодорожному району.

## Организации и предприятия
На территории микрорайона расположены:
- Городская детская поликлиника № 3
- Городская клиническая больница № 5
- Стоматологическая поликлиника № 1, подразделение № 2
- Детские сады № 13, 101, 107, 89, 83, 104, 9, 76, 79, 93, 146
- Средние школы № 20, 40, 45, 46, 48, 52 74
- Школа-интернат им. Героя Советского Союза, Национального Героя Италии Полетаева Фёдора Андриановича
- Центр детского творчества «Приокский»
- Дворец Культуры «Приокский»
- Детская библиотека, филиал № 2
- Библиотека-филиал № 3
- Библиотека-филиал № 14
- Библиотека-филиал № 15
- Завод Железобетонных изделий-3
- Автоколонна № 1131

## Парки и памятники

### Парк советско-польского братства по оружию
В 1984 году в парке открыт памятник советско-польскому братству по оружию. В мае 2020 года к 75 годовщине Победы в Великой Отечественной войне в парке установлена военная техника, в том числе танки Т-72 и Т-64, БМП-1, БРДМ-2, РСЗО «Град», зенитная установка ЗУ 23-2, самоходная артиллерийская установка 2СЗ «Акация» и другие.

### Парк культуры и отдыха им. Гагарина
Расположен между улицами Октябрьская и Космонавтов за Приокским Дворцом Культуры (бывшим ДК Станкозавода). Площадь — около 13 га. В парке расположены детские игровые площадки, пешеходные и велодорожки, открытая летняя сцена. С 2018 года ведётся реконструкция парка.

### Памятник Герою Советского Союза В. А. Молодцову
7 мая 1985 года на пересечении улиц Октябрьской и Карла Маркса через дорогу напротив Дома культуры станкостроительного завода установлен памятник руководителю Одесского подполья в период Великой Отечественной войны Владимиру Александровичу Молодцову. Инициатор и организатор установки монумента — начальник рязанского УКГБ генерал-майор Ю. В. Мосяков. На церемонии открытия присутствовали внуки и внучки В. А. Молодцова. Скульптор — А. П. Усаченко, архитектор — Н. Н. Истомин.

## Галерея

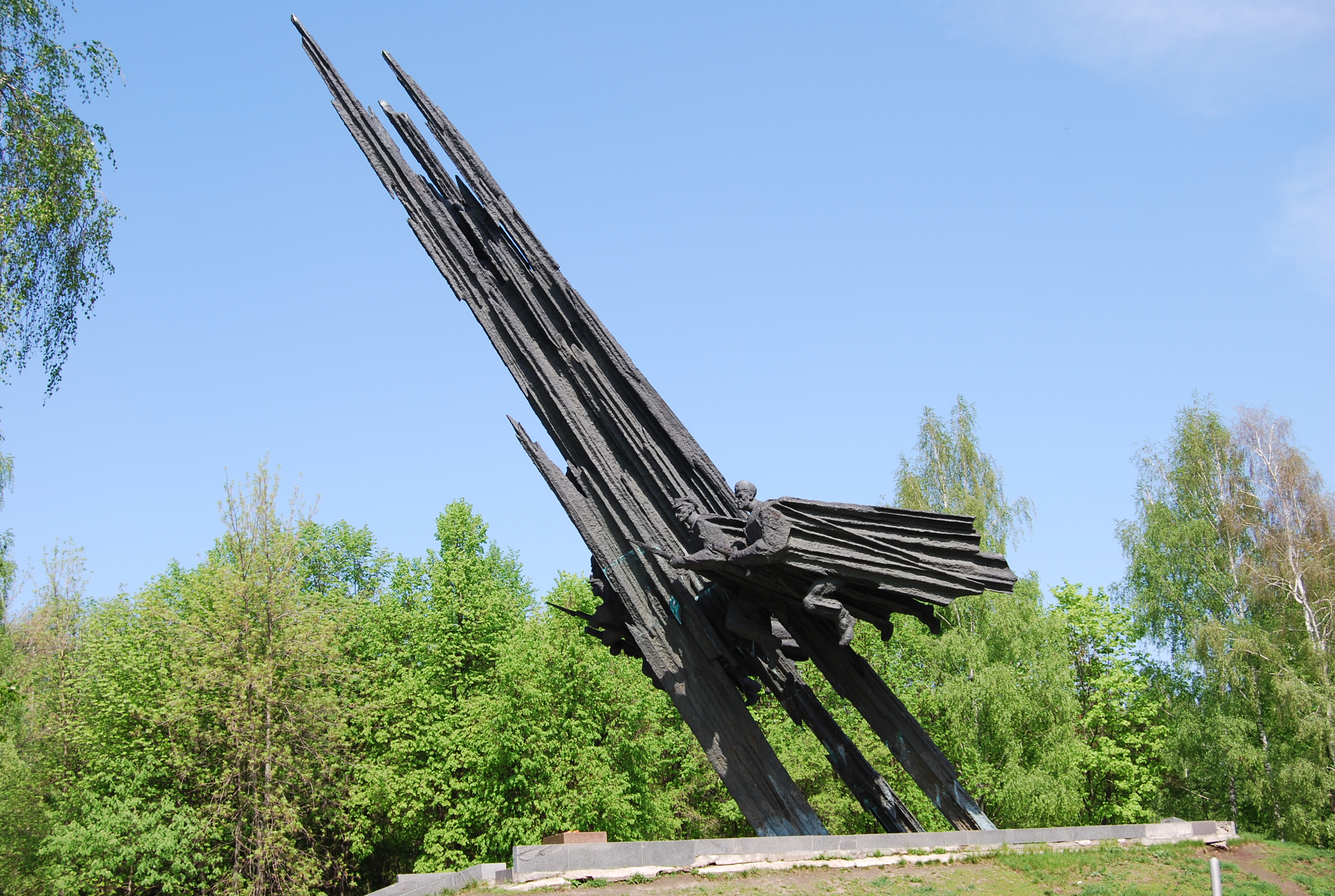
Памятник советско-польскому братству по оружию
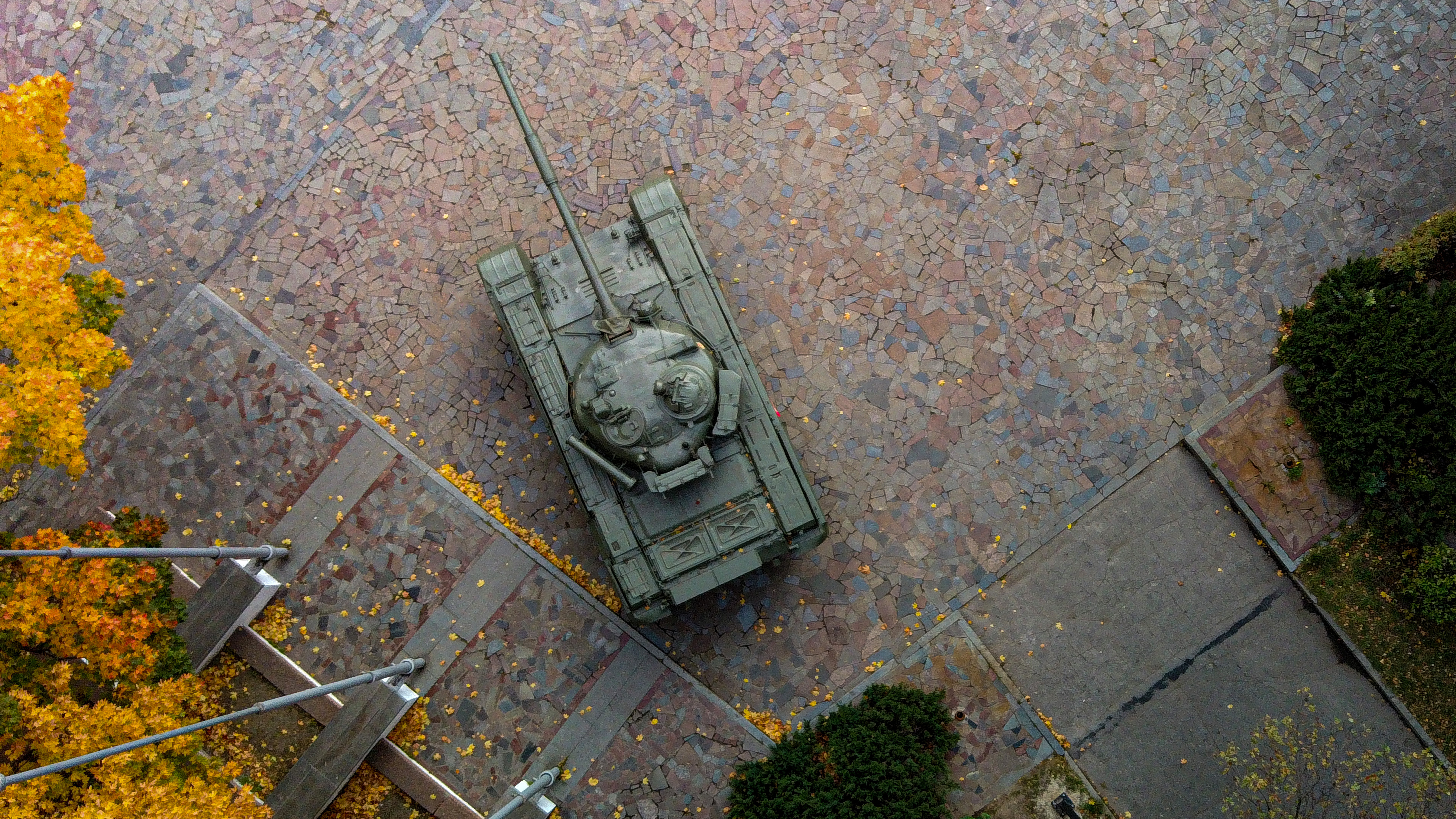
Танк Т-72 в парке советско-польского братства по оружию
Бюст В. А. Молодцова

## Транспорт
- Троллейбусы № 4, 9, 16
- Автобусы № 27, 30, 42, 45, 46, 53, 55, 66

## Улицы
- 1-й и 2-й Дачные пер.
- Бронная ул.
- Дачная ул.
- Заречная ул.
- Индустриальный пер.
- К. Маркса ул.
- Космонавтов ул.
- Культуры ул.
- Луговая ул.
- Луковская ул.
- Магистральная ул.
- Медицинская ул.
- Молодёжная ул.
- Молодцова ул.
- Новикова-Прибоя ул.
- Октябрьская ул.
- Пирогова ул.
- Северная ул.
- Станкозаводская ул.
- Энгельса ул.